# Éditions Fata Morgana
Pour les articles homonymes, voir Fata Morgana.
Les Éditions Fata Morgana sont une maison d'édition française de littérature et livres d'art établie à Saint-Clément-de-Rivière dans l'Hérault. La maison d'édition, fondée en 1966, est dirigée par Bruno Roy et David Massabuau.

## Historique
Créée en 1966 par le traducteur Bruno Roy, avec Claude Féraud, cette petite maison d’édition est la plus ancienne encore vivante de la région Occitanie dans les domaines de la littérature et des arts. Ces éditions ont construit leur image et leur succès sur une typographie soignée sur un beau papier vergé, la collaboration d’artistes qui vont d’Alechinsky à Zao Wou Ki en passant, entre autres, par Badaire,  Dado, Fassianos, Matta, Masson, les Messagier, Sima, Tal Coat ou Velickovic.
Publiant surtout des textes courts, atypiques, singuliers soit d’auteurs déjà consacrés comme Blanchot, Caillois, Michel Foucault, Emmanuel Levinas ou Michaux, soit d’auteurs oubliés qu’elle fait redécouvrir, comme Segalen, Gilbert-Lecomte ou Augiéras, soit encore les grands contemporains comme Jaccottet, Réda, Stétié, Noël, ou les plus jeunes, de Bobin (qui publia six livres chez Fata Morgana avant d’aller chez Gallimard) à Chevillard, Doumet, Jonathan Littell, Macé, Millet ou Demangeot, Joël Vernet.
Dans le domaine étranger, à côté de textes « immémoriaux », c’est essentiellement le bassin méditerranéen qui est représenté : Grecs (Elytis, Cavafy, Ritsos, Séféris), Italiens (Montale, Ungaretti, Citati), Turcs (Abidine, Yashar Kemal, Gürsel) ou Espagnols (Cernuda, Gamoneda). Des auteurs latino-américains tels que Borges (Argentine), Juana Inés de La Cruz (Méxique), Rafael Cadenas (Venezuela) ou Severo Sarduy (Cuba) font également partie du catalogue de Fata Morgana.
Enfin un intérêt tout particulier pour le monde arabo-islamique, avec des études de Massignon, Bounoure ou Corbin et des textes qui vont des classiques (Les Mu’allaqât, Al Niffari, Sohrawardi, Ibn al-Farîdh) aux contemporains, francophones (Stétié ou Khatibi) ou en traductions (Badr Chaker es-Sayyab). Ainsi chez Fata Morgana la spiritualité soufi et la calligraphie arabe peuvent côtoyer la démarche poétique d'un Joël-Claude Meffre.
Le catalogue compte environ 500 titres disponibles et s’enrichit chaque année d’une trentaine de nouveautés. L'éditeur publie aussi des ouvrages de bibliophilie (illustrés par des artistes et tirés à peu d'exemplaires).